# スカイタワー41

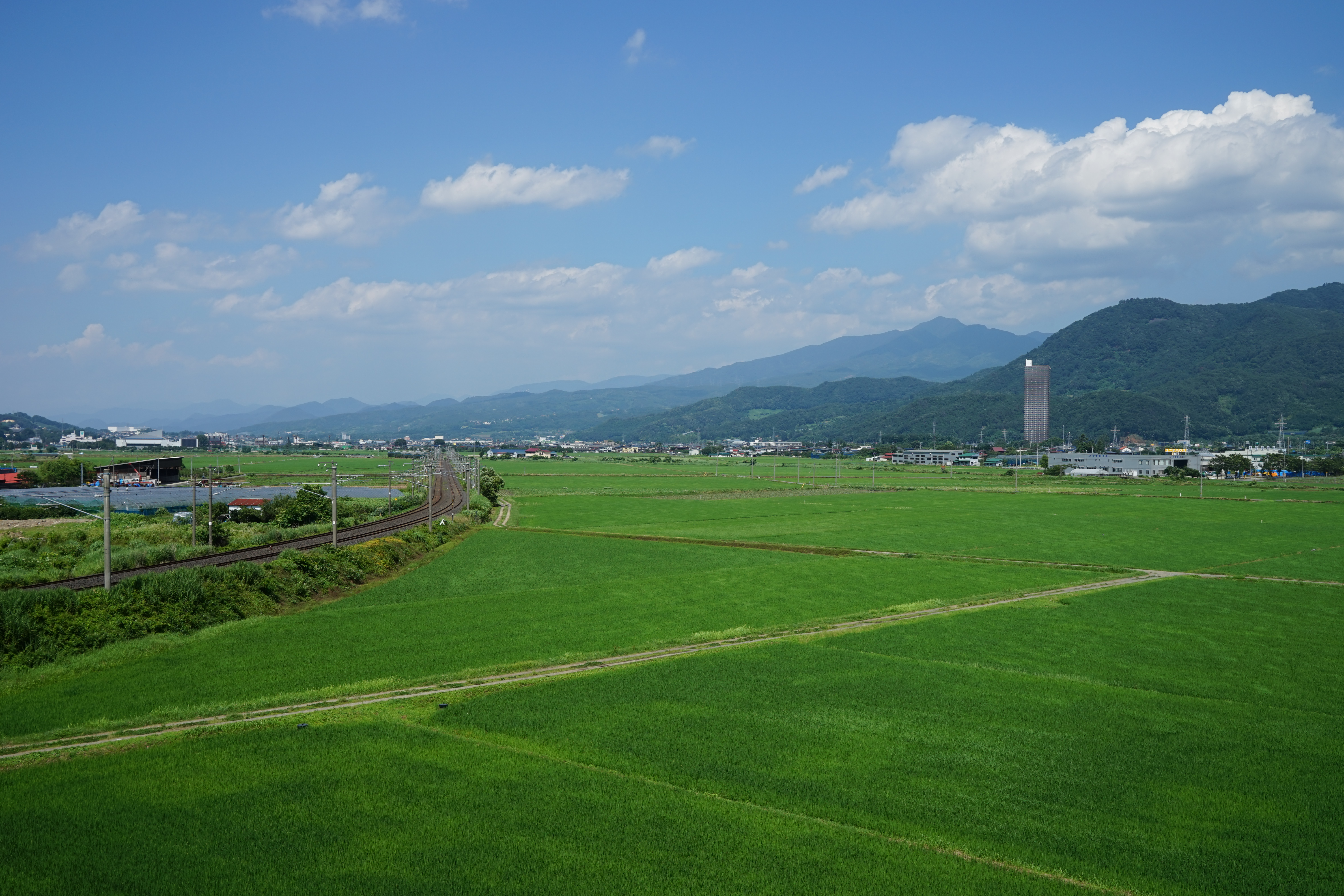
田園風景が広がる中に建つスカイタワー41（画面右側 2014年7月）

スカイタワー41（スカイタワーよんじゅういち）は、山形県上山市に建つ超高層マンションである。1999年（平成11年）に竣工。2025年現在、マンション建築としては東北地方で最高層である。

## 概要
地上41階・総戸数389戸の分譲マンションで、上山市を流れる須川右岸の新興住宅地「金生」地区の一角にある。最高部の高さが地上134メートルであるうえ、所在地は中心市街地から離れた国道13号上山バイパス付近、山地を背景として周囲は田園となっているため、遠方各所からもその全容を望めるようになっている。
各住戸は面積70 - 110平米のファミリー向け仕様で、分譲時の販売価格は2,000 - 4,000万円だった。しかし、この値段で売られた住戸は全体の1割もないとされ、数年後には1,000万円 - 半額程度で売り捌かれるようになった。安価になった物件は自動車で約20分程度の位置である山形市への通勤のほか、セカンドハウスや賃貸投資用などとして購入され、2005年（平成17年）には完売となった。
マンションの隣接地には山形県立上山高等養護学校、須川の対岸には上山市立南中学校がある。
一部で江口洋介・森高千里夫妻が入居しているとの噂があったが、2019年11月11日放送のテレビ番組『月曜から夜ふかし』の検証企画で、関係者がこれを否定している。

## 開発・販売
このマンションの開発・販売は、ユーカリが丘ニュータウン（千葉県佐倉市）の開発で知られる不動産デベロッパー、山万（東京都中央区）の関連会社、山万アーバンフロントによって行われた。山万アーバンフロントは第一勧業銀行（当時）の役員が歴代社長を務め、「第一勧銀の不動産別動部隊」とも呼ばれた会社で、仙台市郊外の錦ケ丘ニュータウンなど大規模開発を行なっていたものの、「アーバンフロント」「エヌ・エス・アール」と商号変更を繰り返した後、2014年1月31日に破産している。
所在地一帯が都市計画区域として建築や開発に規制が掛かっているにもかかわらず、マンション敷地は細長い逆U字形の線引きで指定を免れており、これにはかつての山形県知事の関係者が土地を所有していたこととの関連も指摘される。

## アクセス
- 奥羽本線かみのやま温泉駅より徒歩30分
- 同駅前より山交バス菖蒲行または生居行に4分乗車し、元金生口下車後徒歩2分（土曜・日曜・祝日および、8月13日 - 16日、12月29日 - 1月3日は全便運休）

## 評価
大半が半額程度で売られた経緯から、インターネット上では「日本一安いタワーマンション」とも称される。
住民からは「雪かきなどといった冬の重労働から解放される」、「光熱費が節約できる」、「眺望が良い」と評価されている。